# Arcana Heart (serie)
Arcana Heart (アルカナハート, Arukana Hāto) es una serie de videojuegos de lucha en 2D arcade desarrollados por Examu. La primera edición se lanzó a las salas de juego (en su mayoría en Japón, pero algunos en otros países) a finales de 2005.
Los juegos presentan un reparto totalmente femenino y, después de elegir un personaje, el jugador elige una "alineación elemental" o Arcana, lo que determina los movimientos especiales del personaje.

## Juegos

### Arcana Heart (2006)
Arcana Heart es un juego arcade de lucha de 2006 desarrollado originalmente por Yuki Enterprise y publicado en un principio por Atrativa Japan, el juego presenta un elenco original exclusivamente femenino de once jóvenes conocidas como "Doncellas", que poseen la capacidad de comunicarse con seres del mundo Elemental conocido como "Arcana", para evitar una catástrofe. evento que tiene lugar en Tokio y que involucra la reunificación de la Tierra y el mundo Elemental como uno solo por parte del Ministerio de Asuntos Elementales. 
Su modo de juego consta de combates uno contra uno, con una configuración principal de cuatro botones, con técnicas especiales y súper, así como cuatro modos jugables. Arcana Heart fue creado por miembros de Yuki Enterprise que anteriormente trabajaron en Samurai Shodown V y Samurai Shodown V Special, con Tōru Sakurai como diseñador y guionista. En 2007, Examu lanzó un único parche de chip personalizado para salas de juegos titulado Arcana Heart Full!, que introdujo una serie de correcciones y equilibrios. Más tarde, Ecole Software lo portó a PlayStation 2, presentando la capacidad de jugar personajes en modos "Original" o "Completo", reflejando sus versiones arcade originales y parcheadas. 
Arcana Heart obtuvo una acogida positiva por parte de la crítica desde su lanzamiento para PlayStation 2; Se elogiaron los gráficos dibujados a mano, la lista de personajes, la jugabilidad y el modo multijugador, pero las críticas se dirigieron a la alta curva de aprendizaje y complejidad para los recién llegados, la falta de contenido adicional y los problemas de equilibrio en los modos para un jugador, con algunos sentimientos divididos. en lo que respecta al diseño de sonido.

#### Jugabilidad
Arcana Heart es un juego de lucha aéreo que recuerda a Asuka 120% Limited Burning Fest y Guilty Gear. Como gran parte de los juegos de lucha, el jugador lucha contra otros oponentes en combates uno contra uno y el luchador que logra agotar la barra de salud del oponente gana la primera ronda. El primero en ganar dos rondas se convierte en el ganador del partido. Cada ronda está cronometrada; Si a ambos luchadores aún les queda vida cuando expire el tiempo, el luchador con más salud gana la ronda. Utiliza un diseño de cuatro botones, tres de los cuales son responsables de los ataques y el otro es tanto para ataques guiados como para acciones específicas de las Arcanas. Cuenta con tres modos: Historia, Arcade, Versus y Entrenamiento.
En el modo para un jugador, los jugadores pueden elegir entre once personajes jugables y luchar contra luchadores controlados por computadora. Si todos los oponentes son derrotados, el jugador podrá luchar contra la jefa final, Mildred Avallone. Los movimientos especiales se realizan ingresando comandos de botón mientras se presiona el D-pad.
Las características notables de Arcana Heart son los espíritus elementales llamados Arcanas y la mecánica de búsqueda; después de seleccionar un personaje, los jugadores también eligen una Arcana para complementar a cada personaje con movimientos especiales adicionales y aumentos de más de 100 combinaciones. Los jugadores también pueden realizar una "Arcana Burst" una vez por ronda presionando los tres botones de ataque para recibir beneficios durante la batalla hasta que se agote la barra de Arcana. Una vez que se activa Arcana Burst, los jugadores pueden realizar un súper movimiento llamado "Arcana Blaze". Sin embargo, los beneficios recibidos de Arcana Burst y la ejecución de Arcana Blaze cambian según el espíritu de Arcana elegido. La mecánica de localización rastrea automáticamente al oponente con un solo botón y estas acciones se realizan utilizando el indicador de localización.

#### Argumento
Arcana Heart tiene lugar en Tokio y gira alrededor de la Tierra y el mundo Elemental, los cuales anteriormente existían como uno pero se separaron por causas desconocidas y ahora existen en límites paralelos, que se están volviendo más ambiguos. Mildred Avallone, del Ministerio de Asuntos Elementales, desea eliminar la barrera y fusionar los dos mundos, pero hacerlo podría resultar catastrófico. Once jóvenes conocidas como "Doncellas", que poseen la capacidad de comunicarse con seres del mundo Elemental conocidos como "Arcanos", intentan detener el evento.

#### Personajes
- Heart Aino (愛乃 はぁと, Aino Hāto): es una estudiante normal de secundaria que comparte la pasión por los animales. Ella es la protagonista principal del juego. También ayuda a su madre a administrar el restaurante familiar, el Café Aino y espera algún día hacer algo que pueda incluirse en el menú. Su arcana es Partinias, el arcana del amor. Un ángel con dos pares de alas que puede manipular la luz, es compañera y amiga de Heart.
- Saki Tsuzura (廿楽 冴姫, Tsuzura Saki): Amiga de la infancia de Heart. Durante su residencia en el Reino Unido, ella y su amiga Fiona terminaron dentro del mundo elemental. Ella salió gracias a Bhanri, la arcana del rayo que luego acompaña a Saki
- Kamui Tokinomiya (朱鷺宮 神依, Tokinomiya Kamui): también es conocida como el Protector de los Mil Años, que trabaja con el Ministerio de Asuntos Elementales para proteger al mundo humano de las crisis. Ella permanece en un estado de sueño perpetuo hasta que la despierta Anutpada, la arcana del tiempo. Es un misterioso mecanismo parecido a un reloj que ha existido desde la antigüedad y tiene la capacidad de manipular el tiempo y el espacio a voluntad
- Konoha (このは): es una chuunin del clan Koinumaru de guerreros Ninja; Los miembros de su clan tienen orejas y cola de perro. Cada vez que la Protectora de los Mil Años despierta, un miembro del clan Koinumaru es seleccionado para convertirse en la Guardia del Milenio y acompañarla en su misión. Posee a Moriomoto, la arcana de la naturaleza, que tiene la capacidad de manipular libremente las plantas.
- Maori Kasuga (春日 舞織, Kasuga Maori): una sacerdotisa que proviene de una familia que ha estado realizando bendiciones, exorcismos, purificaciones y otros rituales para ayudar en todos los asuntos relacionados con el mundo Elemental durante siglos. Vive con sus hermanas, también sacerdotisas pero bajo su mando. Su arcana es Ohtsuchi, el arcana de la tierra.
- Mei-Fang (美凰, Meifan, Pinyin: Měihuáng): una Ginoide creada por la profesora Mei Ling Hua, colega de Kira Daidohji. Mei-Fang fue programada con 4.000 años de recetas chinas y una amplia gama de conocimientos de artes marciales. Su arcana es Lang-Gong, la arcana del fuego, un lobo que vivió una vida extremadamente larga en Shangri-La y busca una mayor evolución.
- Kira Daidohji (大道寺 きら, Daidōji Kira): es una niña prodigio que obtuvo un doctorado en ciencias elementales en una prestigiosa universidad estadounidense, pero a su regreso a Japón se vio obligada a asistir a la escuela primaria. Esto la amargó y se volvió arrogante y condescendiente, y decidió embarcarse en una búsqueda por dominar el mundo. La sucursal de Rosenberg la invitó a monitorear los desastres espirituales en Japón. Ella lucha usando una masa gigante semisólida que controla a través de su arcana Niptra, la arcana del agua.
- Lilica Felchenerow (リリカ・フェルフネロフ, Ririka Ferufunerofu): es hija de una madre humana y un padre demonio. Le gusta faltar a la escuela y patinar por la ciudad en los patines que le compró su padre, que mejoró con motores impulsados por éter. Posee a Tempestas, la arcana del viento, que una vez fue gravemente herida pero Lilica la cuidó hasta que recuperó la salud.
- Yoriko Yasuzumi (安栖 頼子, Yasuzumi Yoriko): Es introvertida, aficionada a los libros y fascinada con lo oculto. Una noche, con la ayuda de Lilica, decidió intentar convocar a un sirviente demonio de bajo nivel para ella. Como broma, Lilica volvió a dibujar el círculo mágico y Yoriko convocó a Mike, el autoproclamado "Rey Demonio". Se formó un contrato entre ellos dos y ahora ella no puede separarse de él. Su arcano es Dieu Mort, el arcano de la muerte, quien anteriormente fue un hombre sentenciado a ser ejecutado conocido como el "Dios de la Muerte".
- Lieselotte Achenbach (リーゼロッテ・アッヒェンバッハ, Rīzerotte Ahhyenbahha): la "criminal de ojos carmesí", se convirtió en una asesina despiadada después de perder a su familia. Viaja por el mundo sola, acompañada únicamente por una marioneta articulada sin piernas que lleva la conciencia de Elfriede (エルフリーデ, Erufurīde), su hermana mayor. Su arcano es Gier, el arcano de la sombra, una criatura compuesta de emociones puramente negativas que Lieselotte invoca con gotas de su propia sangre.
- Fiona Mayfield (フィオナ・メイフィールド, Fiona Meifīrudo): proviene de una familia adinerada de Gran Bretaña. Se hizo muy amiga de Saki (que llegó a Gran Bretaña como estudiante de intercambio desde Japón) hasta un día fatídico en el que ambas fueron absorbidas por el mundo Elemental. Saki logró escapar, pero Fiona quedó atrapada y ahora busca encontrar un camino de regreso a casa, con la ayuda de Mildred. Su arcano es Oreichalkos, el arcano del Metal, una bestia reptil que se cree que es la arcana más antigua que existe.
- Mildred Avallone (ミルドレッド・アヴァロン, Mirudoreddo Avaron): es la principal antagonista y jefa final del juego. Anteriormente secretaria en jefe del Ministerio de Asuntos Elementales, su ambición es fusionar los mundos humano y elemental y obtener poderes divinos. Utiliza todas las arcanas de los personajes.

### Arcana Heart 2 (2008)
Arcana Heart 2 es el segundo juego de la serie, lanzado para arcades el 21 de marzo de 2008, siendo también porteado a PlayStation 2 casi un año después, siendo nombrado Suggoi! Arcana Heart 2 (すごい! アルカナハート 2, Suggoi! Arukana Hāto 2).

#### Argumento
Esta es una historia de un poco de amor, un poco de coraje y un poco de esperanza.
Había pasado aproximadamente un mes desde la conclusión del fenómeno de fusión de fronteras ocurrido sobre Tokio y la desaparición de Mildred Avalon, directora de la Agencia del Espíritu Santo del Reino Unido. A pesar de la agitación en las Agencias del Espíritu Santo, el mundo se había calmado y los días de paz habían regresado a la Academia de Chicas Gyoen.
Sin embargo, hace un mes se hicieron evidentes las consecuencias del fenómeno de fusión de fronteras, que antes se había evitado. Se observaron distorsiones dimensionales a gran escala en grandes cantidades en toda la región de Kanto. La Agencia del Espíritu Santo de Japón comenzó a controlar la situación y algunas estudiantes de la escuela femenina Gyoen, que habían percibido la anomalía, también se pusieron de pie. En medio de todo esto, santos de las Oficinas del Espíritu Santo en el extranjero llegaron a Japón con el pretexto de enviar el Espíritu Santo del Desastre.
Sólo quedan siete días para el Gran Colapso de Kanto.

#### Personajes
La lista se compone de las 11 chicas del juego anterior, más 6 personajes nuevos en la versión arcade, sumándose dos más en la versión para consola.
- Petra Johanna Lagerkvist (ペトラ・ヨハンナ・ラーゲルヴィスト, Petora Yohanna Rāgerukuvisuto): personaje principal de Arcana Heart 2. Ella fue quien lideró la lucha contra el Instituto Drexler y se llevó a Weiss, Eko y Scharlachrot (por un tiempo antes de que desapareciera repentinamente). bajo su ala. Petra es una joven brillante y motivada que posee poderes espirituales excepcionales provenientes del linaje angelical de la familia Lagerkvist. Originaria de la marca sueca de la Unión Celestial, a menudo es trasladada por todo el mundo.. Su arcana es Zilrael, el arcano de la santidad.
- Zenia Valov (ゼニア・ヴァロワ, Zenia Varofu): Es una agente independiente fría y con una actitud sensata. Una vez fue conocida como Elfriede Achenbach (エルフリーデ・アッヒェンバッハ, Erufurīde Ahhyenbahha), la hermana mayor de Lieselotte Achenbach, que padecía amnesia después de haber sido separada hace varios años (en realidad su consciencia persiste en la muñeca de Lieselotte). Ella no es del tipo que se queda en un lugar más de lo necesario, viviendo para su próximo trabajo o función. Controla a Almacia, la arcana del hielo.
- Elsa la Conti (エルザ・ラ・コンティ, Eruza Ra Konti): Es miembro de la rama europea de la Unión Celestial. Después de perder a toda su familia en un evento celestial provocado por demonios, Elsa se unió inmediatamente a la  Unión Celestial. Se vuelve inmortal después de aceptar el contrato con su arcana, Koshmar, la arcana del castigo, cuando Clarice casi la mata.
- Clarice di Lanza (クラリーチェ・ディ・ランツァ, Kurarīche Di Rantsa): Al igual que Elsa, es miembro de la rama europea de la Unión Celestial. Ella es una demonio disfrazada de humana, que una vez casi mata a Elsa. Su arcana es Sorwat', la arcana del pecado.
- Catherine Kyoubashi (キャサリン京橋, Kyasarin Kyōbashi): Es una japonesa-estadounidense de tercera generación y un joven genio, al igual que su amiga y rival, Kira Daidouji. Ella pilotea su robot mecánico, Terry Yodogawa, para luchar, además de ser ayudada por su arcana Medein, la arcana del magnetismo. Tiende a ser algo masoquista, ya que adora ser insultada por Kira.
- Dorothy Albright (ドロシー・オルブライト, Doroshī Oruburaito): Ella es una joven maga de Estados Unidos, cuya madre y padre hacían espectáculos de magia. Honesta, firme y casi terriblemente alegre, Dorothy es el brillante ejemplo del prototipo de estudiante con honores. Sin embargo, ella es un poco marimacho y hará todo lo posible para parecer un joven adorable. Su madre es una famosa maga de Las Vegas y su padre es acróbata, por lo que su amor por el mundo del espectáculo y las actuaciones escénicas está prácticamente en su sangre. Trabajó duro para aprender magia, primero actuando con su madre y finalmente convirtiéndose en la cabeza de cartel de su propio espectáculo, donde se la anuncia como "Dorothy the Wizard". Su arcana es Heliogabalus, la arcana del espejo.
- Akane Inuwaka (犬若 あかね, Inuwaka Akane): Exclusiva de la versión Suggoi!. Es miembro del clan ninja Inuwaka y hermana mayor de Nazuna Inuwaka. Una guerrera enviada por el clan Inuwaka para apoyar y ayudar al guardián milenario, Kamui Tokinomiya, es la definición de libro de texto de la hermana mayor cariñosa, aunque tonta. Eterna optimista con una curiosidad insaciable, le gusta considerarse una autoproclamada árbitro de lo "cool". Aunque se preocupa constantemente por su hermana menor, Nazuna, se esfuerza por no demostrarlo nunca. Ella también es muy trabajadora, pero trata de ocultar ese aspecto de su personalidad porque cree que la hace parecer poco atractiva. Su arcana es Phenex, la arcana del sonido.
- Nazuna Inuwaka (犬若 なずな, Inuwaka Nazuna): Exclusiva de la versión Suggoi!. Es la menor de las hermanas Inuwaka y también miembro del clan. Comparada con su hermana Akane, Nazuna es muy seria. Detesta a los que rompen las reglas y es increíblemente obstinada, y nunca duda en ofrecer sus pensamientos, ya sea que los demás quieran escucharlos o no. Además, es demasiado confiada, moralista y de mal genio, pero a pesar de todos sus defectos, a la gente le gusta de todos modos. Su arcana es Kayatsuhime, la arcana de las flores
- Angelia Avallone (アンジェリア・アヴァロン, Anjeria Avaron): Jefa final de la versión arcade y luego subjefa en la versión actualizada, Suggoi! Arcana Heart 2, con la que se puede jugar desde entonces. Es una joven con poderes aparentemente celestiales. Ella viajó voluntariamente al Mundo Arcano desde el mundo físico hace siete años, lo que hizo que dejara de envejecer. Sostiene en una mano al mago Merlín que conoció en Arcana World. Su arcana es su hermana Mildred, quien ahora es la arcana de la luz.
- Parace L'sia (パラセ・ルシア, Parase Rushia): Jefa final en la versión de consolas. Mientras era humana, vivió en Suiza durante el Renacimiento y trabajó como alquimista, pero después de su muerte, su alma fue enviada al mundo de los Arcanos, donde se reencarnó como Paracelsia, la arcana de la vida. Se refiere a sí misma como la "Guardiana del Milenio" y tiene una rivalidad de larga data con Kamui Tokinomiya.

### Arcana Heart 3 (2011)
Arcana Heart 3 es un juego de lucha arcade 2D de 2011 desarrollado por Team Arcana (las primeras tres actualizaciones desarrolladas conjuntamente con Examu (anteriormente Yuki Enterprise)) y publicado por Arc System Works.
Luego de su lanzamiento, tuvo varias actualizaciones: Arcana Heart 3: Love Max!!!!!, con jugabilidad reequilibrada y nuevos modos de juego, se lanzó en Japón el 8 de mayo de 2013 para Arcades y posteriormente lanzado para PlayStation Vita, PlayStation 3 y Microsoft Windows. A esto le siguió Arcana Heart 3: Love Max Six Stars!!!!!, que se lanzó en salas recreativas el 4 de diciembre de 2014 y lanzado posteriormente en Microsoft Windows el 13 de diciembre de 2017. La última versión de actualización conocida como Arcana Heart 3: Love Max Six Stars Xtend!!!!! se anunció el 24 de abril de 2019 y se lanzó el 30 de abril de 2021, agregando tres personajes más que originalmente estaban destinados a ser personajes DLC en la actualización original de Love Max Six Stars, a pesar de que Team Arcana ya no está con Examu, luego de que la antigua empresa matriz del equipo fuera despedida del negocio de los videojuegos a fines de febrero. 2020.

#### Jugabilidad
Arcana Heart 3 continúa el uso de Arcanas o seres celestiales en la serie basados en los personajes del Tarot. Además de los 23 personajes jugables, las 23 Arcanas tienen cada uno sus propios poderes únicos para aumentar las habilidades de las chicas.
El juego agrega un medidor de fuerza al sistema de lucha. Cuando está completamente lleno, el indicador de fuerza permite al jugador realizar una extensión de fuerza, una maniobra similar al Arcana Burst de juegos anteriores. El juego también agrega un "Modo Simple" que simplifica el diseño de control en un solo botón para cada función principal: un botón para ataques normales, un botón para movimientos especiales, un botón para movimientos que involucran Arcanas y un botón para Homing Dash. Las versiones de consola tienen un modo historia con voz completa y gráficos de anime HD para súper movimientos. El juego también incluye un modo de entrenamiento, ataque de puntuación y juego en línea.

#### Argumento
Han pasado dos meses desde el Incidente de Kantou, el nombre que se le dio al intento fallido de Angelia Avallone de atravesar los muros entre dimensiones en la región de Kantou en Japón.
Durante el Incidente, el Instituto Drexler, una organización con vínculos con demonios, comenzó a agitarse, reactivando varios proyectos en diferentes partes del mundo. La rama japonesa del Instituto Drexler fue aniquilada por la Unión Celestial Europea, pero encontró nueva vida como la Rama Rosenberg de la Unión Celestial Europea.
Poco después del incidente de Kantou, comenzaron a abrirse fisuras dimensionales a gran escala en todo Japón. Este repentino aumento de los fenómenos celestes fue considerado excepcionalmente extraño por muchos, y algunos incluso susurraron que podría ser el resultado de una investigación secreta del Instituto Drexler. La rama japonesa de la Unión Celestial fue enviada a investigar el fenómeno y llamaron a varios ángeles de la Academia Nacional de Metafísica.
También fueron enviados varios ángeles de la Rama Rosenberg de la Unión Celestial, pero pronto fueron interceptados por los Aesir.
Sólo quedan seis días para la destrucción de Japón...

#### Personajes
Regresan todos los personajes jugables de las anteriores dos entregas, incluyendo a Angelia y a los incluidos en las extensiones. Y se agregan tres personajes en la versión original, uno en la extensión Love Max Six Stars, y dos en la extensión final Six Stars Xtend.
- Weiß (ヴァイス, Vaisu): es el último y más nuevo de los tres protagonistas principales del juego, junto con Heart Aino y Petra Johanna Lagerkvist. Ella es una chica que trabaja en una empresa secreta llamada "Valkyria", una rama del Instituto Drexler. La envían a investigar la causa de la catástrofe que está ocurriendo a su alrededor y a valerse por sí misma. Poco se sabe sobre ella. Su Arcana es Gottfried, el Arcano de la Espada, un Arcano artificial que toma su nombre de Gottfried Feder. Drexler ha desarrollado un Espíritu Santo blindado inspirado en el dios de la guerra nórdico Tyr.
- Eko (えこ, Eko): es una chica que tiene la habilidad única de mover energía hacia algo para que pueda moverse por sí solo, lo cual se enfoca principalmente en dibujos. Comparte una relación de dependencia mutua con su "hermano", Kazu (かず, Kazu), un gran dibujo viviente de una niña. Dado que Petra había destruido algunas de estas "organizaciones de protección", no se supo mucho de Eko después de eso. Parece querer encontrar a Petra para poder dibujar y jugar juntas. El Arcana de Eko es Saligrama, el Arcano de la Suerte, que se asemeja a un espíritu con un dado en su interior.
- Scharlachrot (シャルラッハロート, Sharurahharōto): La antagonista secundaria del juego, es otra de las jóvenes entrenadas por el Instituto Drexler junto con Weiß y Eko, muy parecida a la primera. Sin embargo, Scharlachrot se opone a ella de una manera extremadamente obsesiva. Después de que Petra derribara la organización, Scharlachrot desapareció. Sin embargo, ella reaparece para oponerse a Weiß y el resto del elenco. A pesar de haber sido liberada del lavado de cerebro de Drexler en After Story, su lado psicótico todavía persiste dentro de ella como resultado de un efecto secundario. Ella es el personaje del jefe medio del juego. Su Arcana es Baldur, el Arcana del colmillo, que también es un Geist creado por el Instituto Drexler, tomando su nombre de Baldur von Schirach e inspirado en Fenrir, el enorme lobo de la mitología nórdica.
- Minori Amanohara (天之原みのり, Amanohara Minori): introducida en Love Max Six Stars. Minori es una "Híbrida", una Valquiria especial que puede ejercer doblemente los poderes de las Arcanas y los Geist (espíritus arcanas blindados desarrollados en el Instituto Drexler). Ella escapó de las instalaciones con la ayuda de Petra. “Hacer buenas obras en secreto” es su lema, por lo que utiliza su habilidad para vencer el mal sin ser vista. La armadura con forma de cabeza de dragón en sus brazos está inspirado en los seres nórdicos Fafnir y Schwarz. Su Arcana es Icor, el Arcana de la Sangre. Simboliza la esencia de la vida. Ella reemplaza a Ragnarok como jefe final en Love Max Six Stars!!!!!!.
- Pistrix (ピストリクス, Pisutorikusu): Introducida en Love Max Six Stars Xtend. Pistrix, también conocido como Serie Pistrix 29,  es un homúnculo con habilidades similares a las de un animal marino, y es capaz de cambiar de forma durante el combate. Su arcana es Parace L'sia
- Dark Heart (ダークハート, Dāku Hāto): Introducida en Love Max Six Stars Xtend. Una chica de un futuro oscuro que se parece mucho a la protagonista Heart Aino, pero es polarmente opuesto a ella y de alguna manera alberga un profundo odio contra ella, debido a que cree que posiblemente representaría una tragedia en la línea de tiempo de la primera. El arcana de Dark Heart es Love Prison, un Geist al igual que los producidos por Drexler. Sin embargo, cuando Xtend se lanzó por primera vez, Dark Heart no tenía este arcana.
- Ragnarok (ラグナロク, Ragunaroku): Jefe final de la versión original del juego, subjefe en las extensiones. Es la creación definitiva del Instituto Drexler, un arcano artificial gigante creado para parecerse a Gottfried (la arcana geist de Weiß). Debido a su enorme tamaño, sus poderes estaban más allá de los Arcanos habituales.
- Omega (オメガ) Es la jefa final en la extensión Six Stars Xtend. Ella es un Espíritu Santo/Ángel que fue sellado hace mucho tiempo, debido a su naturaleza dominada. Hasta que se rompe el sello en el presente, donde ella se convierte en la principal antagonista. Su arcana es ella misma, pero sellada en su corazón.

Y en ciertos modos del juego, Parace L'sia vuelve como jefa final.

## Otros medios

### Manga
Una adaptación de Manga basada en el videojuego fue lanzada en el número de marzo de 2005 de la revista Comp Ace. Fue escrito e ilustrado por Yuyuko Takemiya y publicado el 10 de agosto de 2003.

### Canciones
El "Arcana Heart Fan Disc" se vendió el 27 de enero de 2005 en el Comiket 72. El paquete incluía un DVD que contenía tres dramas de audio y entrevistas, y un CD que contenía tres canciones de personajes y canciones instrumentales. Se incluyó un CD de drama con el lanzamiento limitado del juego japonés PS2.
Arcana Heart Drama CD Heartful Situation fue publicado por TEAM Entertainment. Los episodios fueron lanzados el 23 de julio de 2008 y el 24 de febrero de 2010.

### Bandas sonoras
Arcana Heart Heartful Sound Collection se lanzó el 21 de marzo de 2007, Arcana Heart 2 Heartful Sound Collection se lanzó el 9 de abril de 2008, Arcana Heart 2 Suggoi! Remix se lanzó el 5 de febrero de 2009 y Arcana Heart 3 Heartful Sound Collection se lanzó el 13 de enero de 2010.
Cada banda sonora ha sido compuesta principalmente por Motoharu Yoshihira. Arcana Heart 2 Suggoi! Remix presentó arreglos de una variedad de compositores, incluyendo Nobuyoshi Sano, Atsushi Ohara, Ayako Saso, Shinji Hosoe, Raito y Takayuki Aihara. Las bandas sonoras de la serie han sido publicadas por TEAM Entertainment y distribuidas por Sony Music Entertainment Japan, con la excepción de Arcana Heart 2 Suggoi! Remix, que fue publicado por SuperSweep.

## Recepción
Eric L.Patterson al escribir en la revista Play le dio al juego un 7.0 de cada 10, y comentó que el juego les recordó a Asuka 120% Limited Burning Fest para la Sega Saturn.